# 도미니카 공화국 올림픽 위원회

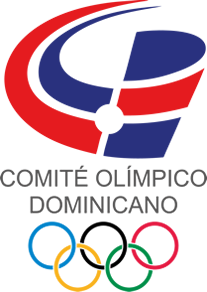

도미니카 공화국 올림픽 위원회(스페인어: Comité Olímpico Dominicano)는 도미니카 공화국을 대표하는 국가 올림픽 위원회이다. IOC 코드는 DOM이다. 본부는 산토도밍고에 있으며 범아메리카 스포츠 기구에 소속되어 있다. 현재 위원장은 루이스 메히아 오비에도이다.
1946년에 설립되었으며 1962년에 국제 올림픽 위원회의 승인을 받았다. 올림픽, 팬아메리칸 게임, 중앙아메리카·카리브해 경기 대회를 비롯한 국제 스포츠 대회에 참가하는 도미니카 공화국의 선수들을 대표한다.

## 같이 보기
- 올림픽 도미니카 공화국 선수단